# アドリアン・ブロック

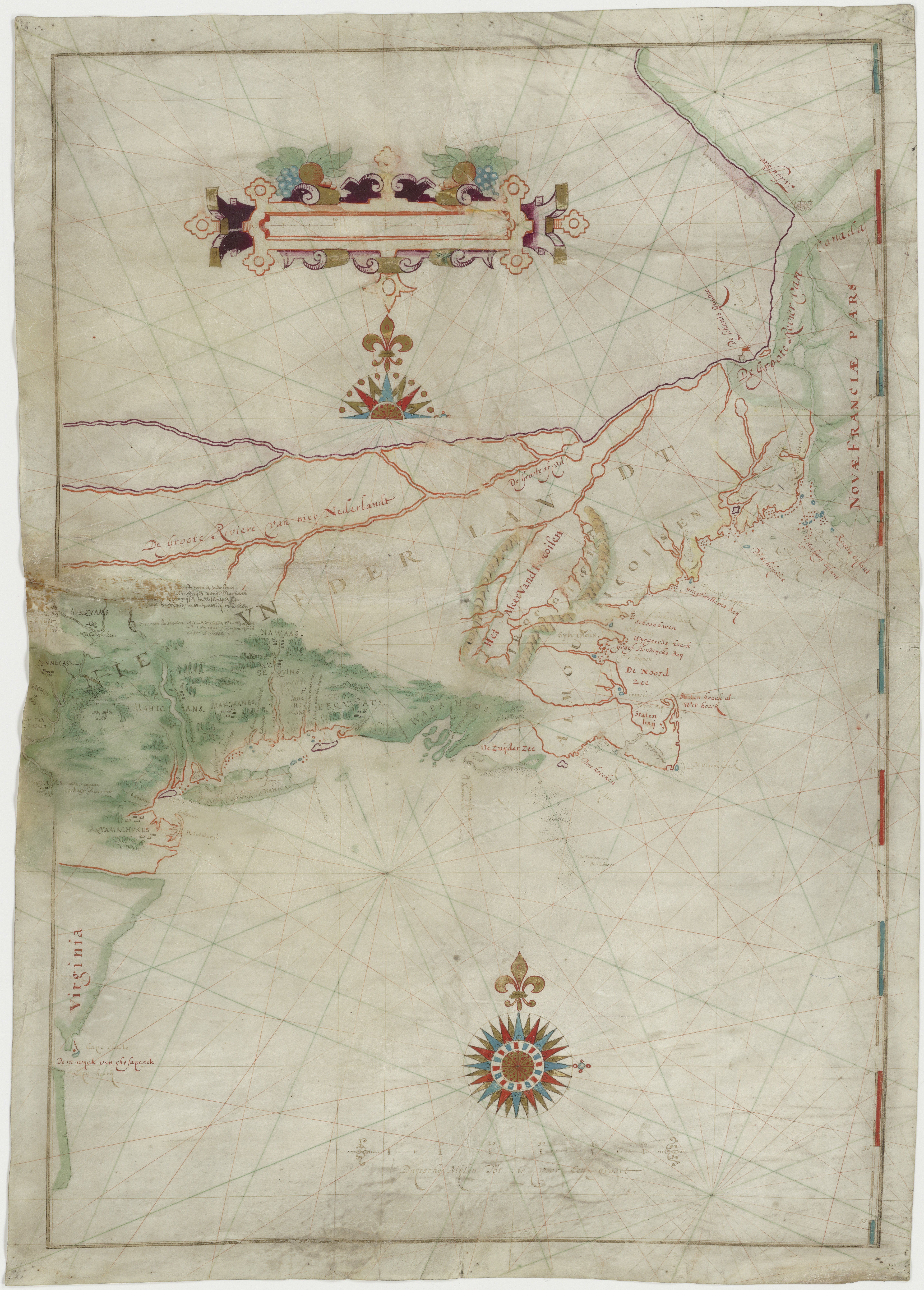
1614年航海の時にブロックが作成した地図、初めてニューネーデルラントという地名が使われている

アドリアン・ブロック（英: Adriaen Block、1567年頃-埋葬1627年4月27日）は、オランダの貿易商、海洋探検家であり、1611年から1614年に現在のアメリカ合衆国ニュージャージー州からマサチューセッツ州の間の海岸や河川流域を探検したことで知られている。この探検は1609年にヘンリー・ハドソンが行った探検に続くものだった。ブロック島やロード島を名付け、先住民との交易を最も初期に始め、最後の航海となった1614年の時に作った地図は大西洋岸中部の地形を初めて現し、ニューネーデルラントという地名も初めて使った。ロングアイランド・サウンドやコネチカット川に入った初めてのヨーロッパ人とされており、マンハッタン島やロングアイランドが島であることを突き止めたとされている。

## 初期の経歴
ブロックはその生涯の大半を海の上で過ごしたが、アムステルダムを終生の住処と言っていた。1603年10月26日にネールテイ・ヘンドリックス・ヴァン・ゲルダーと結婚し、1607年から1615年に5人の子供が生まれた。1606年、アムステルダムのウーデワール通りの「デ・ツイー・ボンテクレイエン」（2つの頭巾をかぶったカラス）と呼ばれる家に移転し、生涯そこに住み続けることになった。
1590年代には既に貿易商を始めており、北ヨーロッパで積んだ木材を森林の無くなったスペインに運んでいた。例えば1596年4月にはノルウェーの木材をスペインのビルバオに運んだとされている。そこからはリバデオに向い、カディスに運ぶ商品を買った。1601年4月、アムステルダムを出港してオランダ領東インドに向う船団の護衛につき、おそらくモルッカ諸島まで足を伸ばして、1603年に帰国した。
1604年春、イタリアのリグーリアに品物を運んだ後、キプロスまで航海して商品（米、綿、ナッツなど）を買い、それをヴェネツィアで売ろうとした。この貿易には失敗し、その後はアムステルダムへの帰国の途についた。リスボンを過ぎるときに、ドイツのリューベックを本拠にする船がブラジルへの航海から戻っているところに出会った。ブロックはオランダ政府から敵船を捕まえる許可書を得ていたので、その権利を行使してその船を拿捕し、積荷と共にアムステルダムに連れ帰った。その船と商品の幾らかは所有者に返却したが、多くの金を得ることができ、それでおそらくはウーデ・ワールの家を買うことができた。

## 新世界への遠征

### 初期の航海（1611年-1612年）
1609年にハドソンがハドソン川流域でインディアンと接触したことに続いて、アムステルダムのオランダ人商人が当時ヨーロッパで魅力的な市場になっていたビーバーの生皮を交易できる可能性があるものとしてこの地域を探検する価値を判断した。
翌1610年、シメン・ランベルツ・マウ船長のモニケンダムの商船がハドソン川で沈没し、翌1611年、ルーテル派商人集団の注文でブロックと仲間の船長ヘンドリック・クリスチャンセンがハドソンの探検した地域を再訪し、毛皮と共にインディアン酋長の息子2人を連れて戻った。毛皮交易がうまくいく可能性が生まれたので、ネーデルラント連邦共和国の政体であるスターテン・ヘネラール（オランダ議会）が、1614年3月27日に、新しい国、港および経路を発見した者に、3年以内に4回の航海を行い、帰国後14日以内に詳細報告書を提出すれば排他的特許を与えるという声明を発布することになった。

### 1614年の遠征

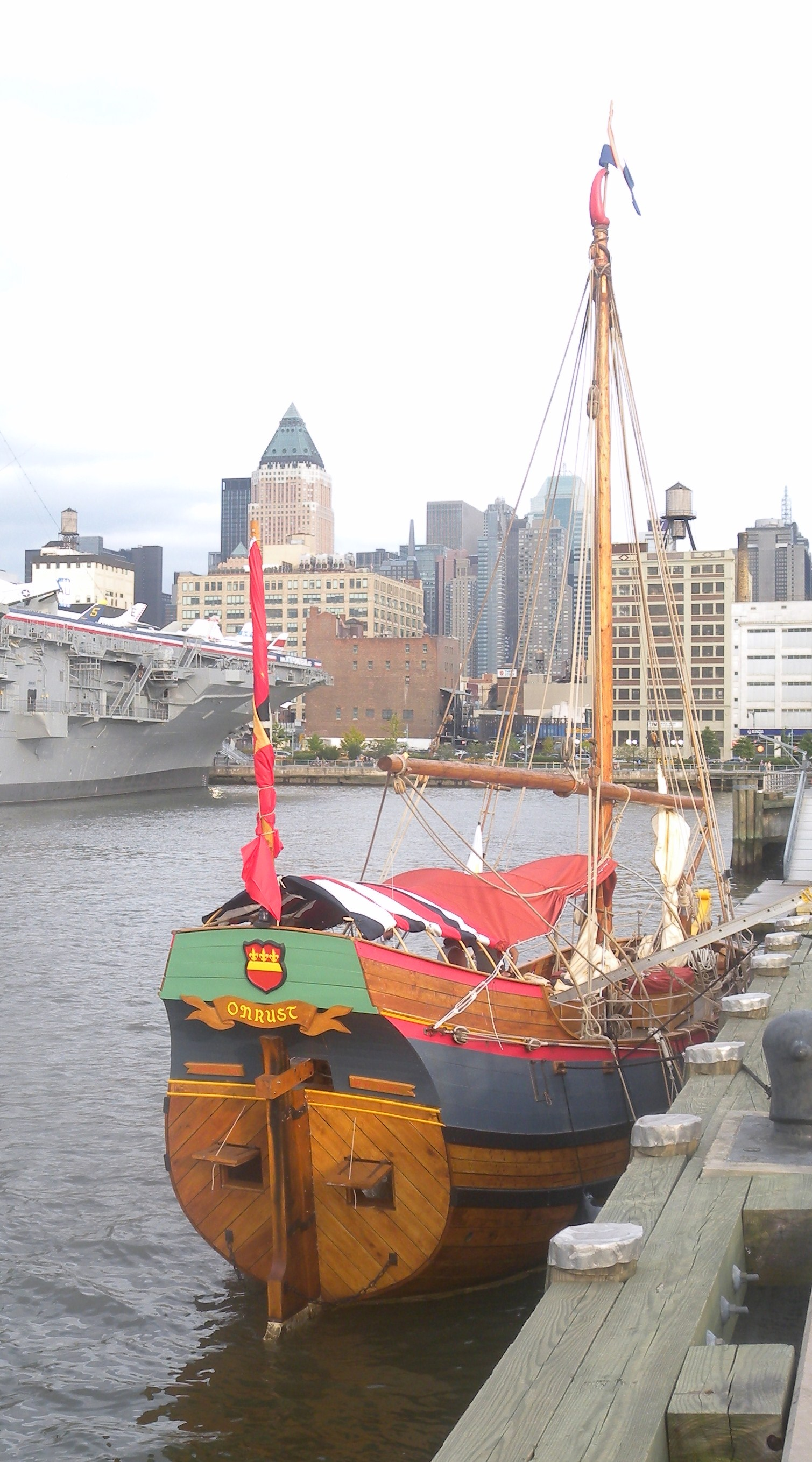
マンハッタンで係留されているオンラスト号の復元船

1614年、ブロックはタイガー号とその他交易のための特別準備をした商船数隻と共にハドソン川下流に4回目の航海を行った。マンハッタン島南部に係船しているときにタイガー号は失火により破壊された。その冬の間、ブロックとその乗組員はレナペ族インディアンの助けを得て、全長42フィート (12.8 m)、積載量16トンのオンラスト号（トラブルあるいは休みなしという意味）と呼んだ船を建造した。
この船でブロックはイースト川を航行し、ヘルゲイトを抜けてロングアイランド・サウンドに入った最初のヨーロッパ人になった。ロングアイランド・サウンドを航行する間にフーサトニック川（ブロックは「赤い丘の川」と名付けた）やコネチカット川に入り、少なくとも60マイル (96 km) 上流の現在のハートフォードにまで探検した。ロングアイランド・サウンドの外れではブロック島を識別してその島に自分の名前を付け、ナラガンセット湾ではおそらく現在のロード島に、その赤い大地の色から「ロードアイラント」（オランダ語のロードは「赤」）と名付けた。ケープコッドでは遠征隊の別の船と出会い、そこにオンラスト号を残してヨーロッパに戻った。

### 植民地での生活
ブロックはコネチカットに幾つかの植民地を作った。その最初の一つが現在のウィンザーである。そこでの生活は冬の事だったので厳しく、コネチカット川は凍った。

### ニューネーデルラント会社
ブロックは帰国すると、当時分かっている情報をまとめてその航海の地図を作った。ブロックの地図はイギリス領バージニアとフランス領カナダの間の地域に始めて「ニューネーデルラント」という地名をあて、さらにロングアイランドが島であることも初めて示した。
1614年10月11日、ブロック、クリスチャンセンなどその他12人の商人のグループが、この地域の排他的交易権を得るための請願書をスターテン・ヘネラールに提出した。彼らが新しく結成した会社であるニューネーデルラント会社が北緯40度線と45度線の間で3年間の排他的権益を認められた。
ブロックは1614年7月にアムステルダムに戻った後、新世界に二度と戻ることはなかった。1615年、ブロックは「ノールトシェ会社」からスピッツベルゲン島に派遣される3隻のマン・オブ・ウォーと11隻の捕鯨船船隊の兵站部長になった。ブロックは1627年に死ぬまで航海を続けた。その遺骸はアムステルダムのウーデカーク（古い教会）で妻の隣の墓に埋葬された。

## 遺産
コネチカット州ハートフォードで多額の金を掛けたコネチカット川再開発プロジェクトは、ブロックに因んでアドリアン・ランディングと名付けられている。ニューヨーク市クィーンズ区フラッシングの中学校はブロックに因む名前を持っている。